# Reprezentacja Węgier na Mistrzostwach Świata w Wioślarstwie 2009
Reprezentacja Węgier na Mistrzostwach Świata w Wioślarstwie 2009 liczyła 12 sportowców. Najlepszym wynikiem było 5. miejsce w jedynce wagi lekkiej mężczyzn.

## Medale

### Złote medale
Brak

### Srebrne medale
Brak

### Brązowe medale
Brak

## Wyniki

### Konkurencje mężczyzn
- jedynka wagi lekkiej (LM1x): Tamás Varga – 5. miejsce
- ósemka wagi lekkiej (LM8+): Zoltán Rumi, Miklós Beck, János Cselinácz, Norbert Bakacsi, Zoltán Bartha, Zsolt Varga, Máté Lele, Dávid Forrai, István Székely – 9. miejsce

### Konkurencje kobiet
- dwójka podwójna wagi lekkiej (LW2x): Anna Alliquander, Zsuzsanna Hajdú – 8. miejsce